# Pamela Cortes
Pamela Cortes là một ca sĩ, diễn viên và đạo diễn người Ecuador, cô đã dành vài chiến thắng với các phần trình diễn của mình.

## Tiểu sử
Pamela Cortes sinh ngày 9 tháng 1 năm 1981 tại Guayaquil, Ecuador. Cô bắt đầu học hát và nhảy từ khi 7 tuổi. Sau đó, cô trở thành ca sĩ, diễn viên và người mẫu, trở nên nổi tiếng ở Ecuador và khá nổi ở Peru. Cortes đã thành công dựa vào gia đình của mình, trong đó bao gồm mẹ, cha và hai anh em của cô, những người là một phần quan trọng trong cuộc đời cô. Cô tin rằng nếu không có họ, cô sẽ không thể thành công được như bây giờ.

## Sự nghiệp
Pamela Cortes đã là một nghệ sĩ từ khi còn rất nhỏ. Cô đã tham gia các lớp học âm nhạc và khiêu vũ tại Nhạc viện Antonio Neumane và Học viện Nhạc Jazz Danzas Guayaquil. Cô là một cô gái tài năng, đó là lý do tại sao cô giành được hạng nhất trong "Los niños cantan a America" vào năm 1992. Sau đó, vào năm 1993, cô được bầu làm "La Paquita Ecuatoriana" điều này đã khiến cô sáng lập và dẫn chương trình truyền hình của riêng mình mang tên El Rincon de los bajitos. Năm 1994, cô phát hành album đầu tiên Alegria và tham gia vào "Sabado Gigante" là một cuộc thi ca hát nhưng cô đã không dành được chiến thắng.
Hai năm sau, năm 1996, cô phát hành album thứ hai Mas alla del sol đã mang đến rất nhiều danh tiếng cho cô. Cùng năm đó, Cortes đã được đóng trong Romeo and Juliet được thực hiện bởi các hãng sản xuất của Ecuador. Cô cũng tham gia vào "Teleton de Costa Rica" nhằm quyên góp tiền cho trẻ em nghèo. Sau đó, năm 1999, cô đã đi học ngành Kinh doanh âm nhạc ở Miami và quay trở về Ecuador năm 2000 để phát hành album thứ ba Con el alma, đã nổi tiếng tại Ecuador, Panama, Costa Rica và Peru. Cũng trong năm đó, cô tham gia vào phim Besame Tonto, sau đó là Mis primas và cuối cùng là El hombre de la mancha. Năm 2004, cô phát hành album thứ tư Esperare và hiện đang trong giai đoạn thực hiện album thứ năm. Năm 2007, cô trình diễn với Franco de Vita bài hát "Te Amo" trong buổi hoà nhạc của De Vita ở Coliseo Ruminahui. Cô hiện đang làm việc trong một chương trình truyền hình tạp kĩ và gần đây đã kết hôn với giám đốc của Dàn nhạc giao hưởng của Guayaquil.

### Danh sách đĩa nhạc

#### Album
- Alegría (1994)
- Más allá del sol (1996)
- Con el alma (2001)
- Esperaré (2004)
- Cristales Rotos Calzones Rotos(2011)

#### Đĩa đơn
- La Mariposa y el Caracol
- Hoy es día de alegría
- Arco iris
- Dicen
- Emergencia De Amor
- Exorcismo De Amor
- Te vas
- Lejos
- Olvídate De Mi
- Cristales Rotos

### Giải thưởng
- La artista Revolucion
- Premio Huancavilca
- Disco Rojo
- Cantante del Año
- Estrella Dorada
- Antena Dorada